# Bernd Schulz (Fußballspieler)
Bernd Schulz (* 12. Februar 1960) ist ein ehemaliger deutscher Fußballspieler. In der höchsten Spielklasse des DDR-Fußballs, der Oberliga, spielte er für den BFC Dynamo.

## Sportlicher Werdegang

### Gemeinschafts-, Club- und Vereinsstationen
Bernd Schulz stammt aus dem Nachwuchsbereich der Betriebssportgemeinschaft Aktivist Welzow. 1975 wechselte Schulz zum BFC Dynamo, bei dem er ab Sommer 1979 unter Trainer Jürgen Bogs den Sprung in den Erstligakader des DDR-Rekordmeisters schaffte. Der Mittelfeldspieler etablierte sich über viele Jahre als Stammspieler, der in acht seiner ersten neun Spielzeiten 20 und mehr Saisoneinsätze absolvierte, und ist mit neun Meistertiteln einer der erfolgreichsten Spieler des DDR-Fußballs.
Die wohl bekannteste Szene der fußballerischen Karriere des gelernten Elektromechanikers war der nach einem Zweikampf mit Hans Richter gegebene Foulelfmeter (95. Minute) im vorentscheidenden Meisterschaftsspiel gegen den 1. FC Lokomotive Leipzig (1:1) im März 1986. Der als Schand-Elfmeter von Leipzig in die Geschichte eingegangene Elfmeter führte zum Ausschluss des Schiedsrichters Bernd Stumpf. Dies stellte im DDR-Fußball zum damaligen Zeitpunkt ein absolutes Novum darstellte.
Seine Laufbahn ließ er ab Januar 1990 zunächst bei Bergmann-Borsig Berlin ausklingen und wurde im September dieses Jahres von seinem ehemaligen Juniorentrainer Werner Voigt zum 1. FC Union Berlin geholt, um den Verein bei dem letztendlich erfolglosen Qualifikationsversuch für die 2. Bundesliga zu unterstützen. Im Anschluss waren erneut der PFV Bergmann-Borsig Berlin und der SV Bau Union Berlin die letzten Stationen in Schulz' Karriere.

### Auswahleinsätze
Bernd Schulz absolvierte 15 Einsätze in der DDR-Juniorenauswahl. Mit der DFV-U-18 belegte er bei den Jugendwettkämpfen der Freundschaft im Sommer 1977 in Ungarn den 4. Platz.
Mit der ostdeutschen Nachwuchsauswahl wurde er 1980 U-21-Vizeeuropameister. In den beiden Finalspielen gegen die Sowjetunion bot ihn Trainer Bernd Stange in der Rostocker Heimpartie (0:0) von Beginn auf, verzichtete aber dann bei der Auswärtsniederlage (0:1) in Moskau auf ihn.
Für die A-Nationalelf der DDR bestritt Schulz drei Länderspiele, in denen dem BFC-Akteur ein Tor gelang. Für die Olympiaauswahl des DFV traf er ebenfalls einmal. In 14 Partien wurde er zwischen 1986 und 1988 in dieser Mannschaft aufgeboten. Vier Spiele davon bestritt er im Rahmen der Qualifikation für das olympische Fußballturnier 1988 in Seoul.

## Statistik
- DDR-Oberliga: 217 Spiele (46 Tore)
- Europapokal: 32 Spiele (5 Tore)